# Santiago Visentin
Santiago Guido Visentin (Rosario, Argentina; 5 de marzo de 1999) es un futbolista argentino. Juega de defensa y su equipo actual es el Audace Cerignola de la Serie C de Italia.

## Trayectoria
Visentin debutó profesionalmente el 26 de enero de 2020 en la Serie C por el Virtus Verona ante el Feralpisalò.
El 1 de agosto de 2021, fichó en el Crotone de la Serie B por tres años. Debutó en el segundo nivel el 22 de agosto de 2021 ante el Como.
El 31 de enero de 2022 se incorporó al Cittadella.
El 7 de marzo de 2023, regresó a Argentina y fichó en el Central Norte (Salta) del Torneo Federal A.
A mediados de la temporada 2023-24, el 23 de enero firmó en el Audace Cerignola de la Serie C.

## Clubes
| Club                  | País      | Año           |
| --------------------- | --------- | ------------- |
| Pordenone             | Italia    | 2017-2018     |
| AC Belluno            | Italia    | 2018-2019     |
| Deportivo Maipú       | Argentina | 2019-2020     |
| Virtus Verona         | Italia    | 2020-2021     |
| Crotone               | Italia    | 2021-2022     |
| Cittadella            | Italia    | 2022-2023     |
| Central Norte (Salta) | Argentina | 2023          |
| Audace Cerignola      | Italia    | 2024-presente |

## Vida personal
El 31 de enero de 2023, Visentin fue acusado de violación grupal y sentenciado a seis años junto a cinco de sus compañeros del entonces Virtus Verona. Tras el fallo en marzo de 2023, fue dado de baja de su club Central Norte (Salta).